# Elizabeth Arnold Poe

Elizabeth Arnold Poe

Elizabeth „Eliza“ Arnold Hopkins Poe (* Frühling 1787 in London; † 8. Dezember 1811 in Richmond) war eine englische Theaterschauspielerin und Mutter der US-amerikanischen Schriftsteller Henry Poe und Edgar Allan Poe.

## Leben

### Frühes Leben
Elizabeth Arnold Hopkins Poe wurde im Frühling 1787 als Tochter von Henry Arnold und der Theaterschauspielerin Elizabeth Arnold in London geboren. Henry Arnold starb 1789. Zusammen mit ihrer Mutter segelte sie zwischen November 1795 und Januar 1796 nach Boston.

### Karriere
Ihre erste Rolle erhielt sie 1796 mit 9. Sie wurde schon früh als talentiert beschrieben. So erhielt sie Lob für die Rolle der Biddy Bellair in William Garricks Miss in Her Teens, die sie am 25. November 1796 spielten, im Portland Herald:

“Miss Arnold, in Miss Biddy, exceeded all praise.. Although a miss of only nine years old, her powers as an Actress will do credit to any of her sex of maturer age”

„Miss Arnold, in Miss Biddy, übertraf alles Lob.. Obwohl sie erst neun ist, würden ihre Talente als Schauspielerin auch allen älteren ihres Geschlechts zur Ehre gereichen.“

Elizabeth heiratete den Musiker Charles Tubbs, der mit den Arnolds nach Boston segelte. Sie traten zusammen den Charleston Comedians bei, einer Schauspielergruppe unter Führung von Mr. Edgar. Ihre Mutter starb während der Touren in North Carolina. Da sie seit 1798 nicht mehr in Aufzeichnungen auftaucht, ist anzunehmen, dass sie um diese Zeit starb.
Nach dem Tod ihrer Mutter verließ sie die Charleston Comedians nicht. Auf ihren Touren war ein Auftritt im Chestnut Street Theater in Philadelphia mit 2000 Zuschauern der größte. Die Charleston Comedians zogen im Sommer 1809 nach New York City. Elizabeth Arnold Poe wurde häufig gelobt. So schrieb die Boston Gazette am 21. März 1808, dass sie „gutes Gespür und ein natürliches Talent“ besäße.

### Tod

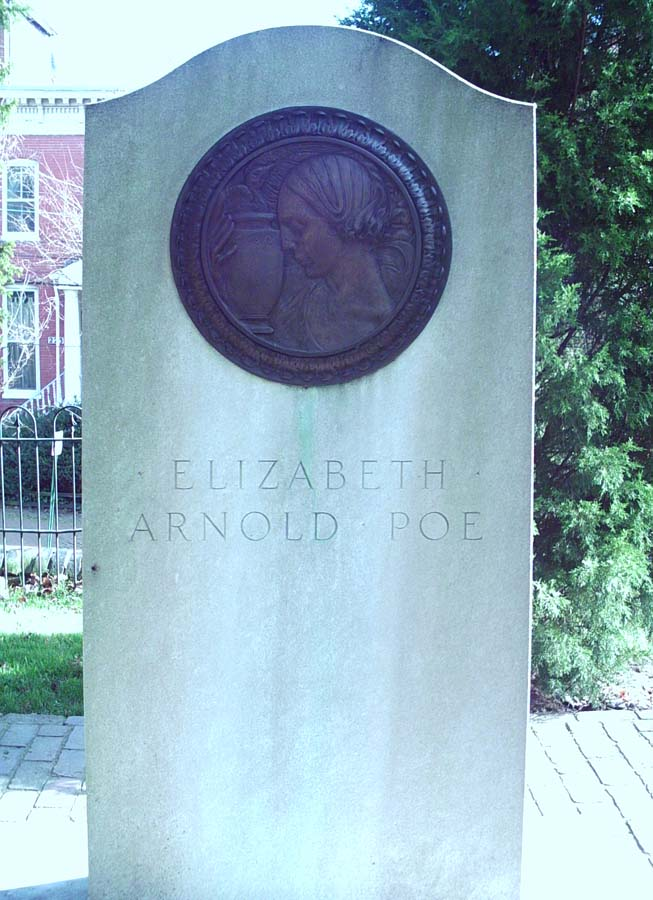
Grabstein

1811 fing sie in einem Haus in Richmond an Blut zu husten. Am 11. Oktober trat sie in ihrem letzten Stück auf. Sie spielte die Countess Wintersen in The Stranger.
Edgar und Rosalie wurden von der Schauspielerfamilie Usher (möglicherweise Namensgeber für die Kurzgeschichte The Fall of the House of Usher) gepflegt, Henry von seinem Großvater David Poe senior. Wegen ihrer Popularität erhielt sie auch anderweitig Hilfe: z. B. hatte das Richmond Theater ein Stück aufgeführt, dessen Einnahmen an sie gespendet wurden.
Elizabeth starb am 8. Dezember mit 24 im Kreis ihrer Kinder. Es ist anzunehmen, dass sie an Tuberkulose starb. Sie wurde im St. John’s Episcopal Church begraben. Zwar ist der genaue Standort des Grabes nicht bekannt, doch wird das Gebiet, in dem das Grab wahrscheinlich liegt, von einem Grabstein markiert.

### Ehen und Nachkommen
1802, im Alter von etwa 15 Jahren, heiratete Elizabeth Arnold ihren ebenfalls sehr jungen Schauspielkollegen Charles Hopkins in Alexandria, Virginia. Gemeinsam traten sie in den kommenden drei Jahren auf den Bühnen verschiedener Städte auf. Ende 1805 erkrankte ihr Ehemann und starb (unter Umständen an Gelbfieber), wie auch zwei andere Ensemblemitglieder, schließlich im Alter von evtl. 20 Jahren am 26. Oktober des Jahres in Washington, D.C. Die Ehe war kinderlos.
Knapp sechs Monate später, am 14. März 1806, heiratete die 18-jährige Witwe in Richmond, Virginia, David Poe, Jr., einen anderen Schauspielerkollegen, der sich 1804 der Schauspielertruppen angeschlossen hatte und seither mit ihr tourte.
Aus der Ehe mit David Poe, Jr. gingen (vermutlich) drei Kinder hervor:
1. William Henry Leonard (1807–1831), Seemann und Dichter
2. Edgar (1809–1849), Schriftsteller
3. Rosalie (1810–1874), David Poe Jr. Vaterschaft wird in der Fachliteratur allerdings angezweifelt, da es Indizien gebe, die einen anderen Vater nahelegen.[10][11]

David Poe Jr. verließ die Familie 1809. Es ist wenig über sein späteres Leben bekannt. Zur Zeit war Poe ein halbes und Henry zwei Jahre alt, während Rosalie noch nicht geboren wurde.
Nach dem Tod ihrer Mutter, im Alter von nur 23/24 Jahren, wurden die drei Kinder (4, 2 und 1 Jahre alt) voneinander getrennt und auf drei verschiedene Familien in zwei weit voneinander entfernten Städten aufgeteilt: Henry blieb bei seinem Großvater „General Poe“ (1742–1816) und dessen Ehefrau Elizabeth (1756–1835) in Baltimore, Edgar wurde vom kinderlosen Kaufmannsehepaar John (1779–1834) und Frances (1785–1829) Allan adoptiert und Rosalie wurde von dem kinderreichen Ehepaar Jane und William Mackenzie (1775–1829) adoptiert. Edgar und Rosalie wohnten zunächst beide in Richmond, hatten aber nur wenig Kontakt, der Kontakt zwischen den beiden Brüdern war reger.

## Bedeutung für das Werk von Edgar Allan Poe
Der frühe Tod seiner Mutter inspirierte ihn wahrscheinlich zu der wiederkehrenden Figur der Lenore.